# Pogląd
Pogląd (1982–1990) (zu deutsch Meinung,  Ansicht) war ein polnisches Nachrichtenmagazin der politischen Emigranten aus dem damals kommunistischen Polen. Es erschien in West-Berlin.

## Geschichte
Gegründet wurde es von Edward Klimczak, einem Dozenten der Freien Universität Berlin, nach der Suspendierung der ersten freien Gewerkschaft Solidarność im kommunistischen Machtbereich und Verhängung des Kriegsrecht in Polen (13. Dezember 1981).
Das erste Heft erschien am 17. Januar 1982 unter dem Arbeitstitel Biuletyn Informacyjny KOS (Informationsbulletin des Komitees zur Verteidigung der Solidarność). Es waren acht Schreibmaschinenseiten im Format A4, vervielfältigt zu einer Auflage von 500 Exemplaren, die zweite Ausgabe zählte bereits 17 Seiten, das fünfte Heft vom 21. März 1982 wurde 40 Seiten dick.
Nach der Herausgabe von 20 Heften wurde der Arbeitstitel Informationsbulletin im Herbst 1982 durch Pogląd ersetzt, alle Heftseiten wurden optisch verkleinert zum Format A5. Bald erschien es als Hardcover im Format B5 und vierfarbig. Aus dem Informationsblatt wurde ein Nachrichtenmagazin mit publizistischem Anspruch. Die Pogląd-Redaktion knüpfte Kontakte zu den anderen polnischen Pro-Solidarność-Exilgruppierungen in Westdeutschland, z. B. in Köln, München, Mainz, Hannover oder Aachen. Mit ihrer Hilfe kam Pogląd auch nach Paris, London, New York und nach Australien.

### Buchverlag
Die Redaktion begann bald auch Bücher zu verlegen. Den Anfang macht 1983 das fast 200 Seiten dicke Buch „Das Asylrecht“ von Tadeusz Folek, einem polnischen Juristen aus Köln. Das Layout besorgt Christian Bergemann, ein deutscher Stasi-Häftling. Da es nach der Verhängung des Kriegsrechts zu einer Auswanderungswelle von Polen nach Berlin West, einer damals visumsfreien Stadt (Staat), kam, wurde das Buch sogar zweimal verlegt. Mit einigen weiteren Buchtiteln, Broschüren und Heften von Pogląd fuhr der schnell wachsende Exilverlag schon 1984 zur Frankfurter Buchmesse und gesellte sich zu den anderen etablierten polnischen Exilverlagen aus London und Paris.

### 1988–1990
Bis zur Ausgabe 141 (Januar 1988) erschienen alle Hefte, jedes mit ca. 70–80 Seiten, im Zwei-Wochen-Rhythmus, danach einmal im Monat. Nach einer kurzen Unterbrechung wird die Redaktion im folgenden Jahr nach Warschau verlegt und nimmt die Arbeit im September 1989 (Ausgabe Nr. 153) in einem fast neuen Team wieder auf. Das ist möglich, denn Polen ist dabei, als erstes Land in Europa den Kommunismus mit der neuen Pro-Solidarność-Regierung unter Tadeusz Mazowiecki zu überwinden. Da aber der Zeitungsvertrieb immer noch in den Händen der kommunistischen Firma RSW Prasa-Książka „Ruch“, des damaligen Branchenmonopolisten, war, konnte die antikommunistisch ausgerichtete Zeitschrift kaum Zugang zum Markt bekommen und ihr Erscheinen wurde nach der Herausgabe des 166. Heftes eingestellt. Das Projekt, eine unabhängige politische Zeitschrift nach dem Vorbild des Nachrichtenmagazins Der Spiegel in Polen zu etablieren, war gescheitert.

### Autoren, Inhalte
Schon im Januar 1983 erschien das erste Pogląd-Heft in deutscher Sprache unter dem Titel Meinung  als Sammlung interessantester Artikel aus den polnischen Heften. Insgesamt erschienen sieben Hefte auf Deutsch, einige davon mit redaktioneller Hilfe von Roland Mischke, einem aus der DDR nach Berlin-West übergesiedelten jungen Pastor. Pogląd hatte zahlreiche Autoren in Polen, die sich aus Angst vor staatlichen Repressalien unter einem Pseudonym bedeckt hielten.
Pogląd-Korrespondenten in vielen europäischen Ländern, in den USA und Australien trugen dazu bei, dass das Magazin über die Pro-Solidarność-Aktivitäten in der polnischen Diaspora und über die politischen Entwicklungen in diesen Ländern umfassend berichten konnte und zum wichtigsten Presseorgan der Solidarność-Emigration im Westen wurde.
Zu den Pogląd-[Autoren] zählten in Polen bekannte Journalisten, Autoren und sogar Politiker wie Władysław Bartoszewski, Wanda Falkowska, Maria de Hernandez-Paluch, Krystyna Grzybowska, Janusz Rudnicki, Romuald Szeremietiew, Maciej Rybiński, Leszek Szaruga oder Krzysztof Wyszkowski. Im Pogląd-Verlag sind über 20 Buchtitel erschienen, u. a. Lew Kopelews Ich schuf mir einen Götzen, Freie Tribüne von Christian Skrzyposzek oder KGB von Marek Ciesielczyk.